# 李在晩
李 在晩（イ・ジェマン、朝鮮語: 이재만、1923年11月24日 - 2004年2月22日）は、大韓民国の実業家、政治家。第6代韓国国会議員。キリスト教徒。

## 経歴
慶南密陽出身。海印大学卒、高麗大学校経営大学院修了。大林産業株式会社副社長、韓国飲料株式会社社長、朝鮮製油工業株式会社政府管理人・社長、韓国産業科学研究所所長、国家再建最高会議外務国防委員会諮問委員・財政経済担当諮問委員、韓国産業技術開発本部会長、韓国産業研究会会長、科学技術教育会会長、韓国海洋少年団総裁、企業経営診断協会会長、民主共和党慶尚南道第10地区党委員長・慶尚南道支部副委員長、国会財政委員会幹事、科学技術教育振興会理事長、連合通商会長を務めた。
2004年2月22日の夜、交通事故により死去。81歳没。